# ボニー・ジェイムス
ボニー・ジェイムス (Boney James、1961年9月1日 - ) は、アメリカのサクソフォーン奏者、ソングライター、音楽プロデューサー。
彼の妻は女優で、ドラマ『ER緊急救命室』で看護師役をしている、リリー・マライエ。
なお、作曲者としては本名で出している。

## 略歴
マサチューセッツ州ローウェル出身。小学校の頃よりクラリネットを学ぶが、やがてサックスへ転向、ピアノも習うようになる。高校時代にバンドを組み、サックスを演奏。音楽活動を続けるが、従事しようとは思わなく、カリフォルニア大学バークレー校に行き、歴史を専攻。在学中に親がロサンゼルスに移った事でカリフォルニア大学ロサンゼルス校に転校。卒業後は就職せずに、宅配ピザのバイトの傍ら、音楽活動を続ける。アイアート・モレイラやイエロージャケッツ等の前座をつとめ知名度を上げていく。1985年にモーリス・デイのキーボーディストのオーディションを受け合格。モーリスはジェイムスのサックス・プレイに注目し、サックス・プレイヤーとしてようやく日の目を見始める。アイズレー・ブラザーズやランディ・クロフォード等と共演した。ランディの北米ツアーで物価の高さと日当の不釣合いさに音を上げ、「痩せそうだ」と愚痴ったことから、ボニー（痩せっぽっち）・ジェイムスとあだ名がついた。
ボビー・コールドウェルのバック・ミュージシャンとしても活躍しており、彼のエンジニアをしていたポール・ブラウンにより見出され、彼プロデュースで1992年にインディーズ・レーベル「Spindletop」からボニー・ジェイムスの名義でファースト・アルバム『トラスト』を発売。マイナー・レーベルのアルバムなのにも関わらず、ビルボードコンテンポラリー・ジャズ40位内にランクインし、8位まで上昇、ラジオでも頻繁にオンエアされた。現在このアルバムはワーナー・ブラザース・レコードより再発されている。
ファースト・アルバムの好成績によりワーナーと契約、セカンド・アルバム『バックボーン』が1994年に発売。3枚目の『セダクション』はビルボードで3位を、ラジオ&レコードNACチャートでは17週トップに留まった。ゴールド・ディスクも獲得した。『ボニース・ファンキー・クリスマス』ではかつての親元、ボビー・コールドウェルもゲストに呼んでおり、ビルボードで4位を取っている。1997年発表の『スウィート・シング』は翌年にニュー・エディション版が出ている。
2000年にはトランペッターのリック・ブラウンと共作でアルバム『シェイク・イット・アップ』を発表。このアルバムでヒュー・マセケラの「Grazin' in the Grass」や、スムーズジャズ・シーンでは珍しいだろうホレス・シルヴァー作曲のファンキー・ジャズのスタンダード「Song For My Father」もカバーしている。フォープレイ参加の「Love's Like That」も収録。
2001年発表のアルバム『Ride』はR&B色が強めのアルバムとなっている。このアルバムまでポール・ブラウンがプロデュースしていたが、2004年発表の『Pure』はジェイムス自身がセルフ・プロデュースした作品である。
2006年にワーナーから離れ、コンコードに移籍、9月に『シャイン』を発売。2007年9月にはクリスマスアルバムとなる『クリスマス・プレゼント』を発表。
『スウィート・シング』以降、2004年の『Pure』までの5枚すべてのアルバムが1位を勝ち取っている。『Ride』と『Pure』で2回グラミー賞にノミネートされている。2011年にはヴァーヴ・フォアキャストより『Contact』を、2013年にはコンコードに戻り『ザ・ビート』を発表。タイトル曲はマルコス・ヴァーリが作曲した「Batucada」のカバー曲となる。

## ディスコグラフィ

### アルバム
- 『トラスト』 - Trust (1992年、Spindletop/Warner Bro.)
- 『バックボーン』 - Backbone (1994年、Warner Bro.)
- 『セダクション』 - Seduction (1995年、Warner Bro.)
- 『ボニース・ファンキー・クリスマス』 - Boney's Funky Christmas (1996年、Warner Bro.)
- 『スウィート・シング』 - Sweet Thing (1997年、Warner Bro.)
- 『ボディ・ランゲージ』 - Body Language (1999年、Warner Bro.)
- 『シェイク・イット・アップ』 - Shake It Up (2000年、Warner Bro.) ※with リック・ブラウン
- Ride (2001年、Warner Bro.)
- Pure (2004年、Warner Bro.)
- 『シャイン』 - Shine (2006年、Concord)
- 『クリスマス・プレゼント』 - Christmas Present (2007年、Concord)
- 『センド・ワン・ユア・ラヴ』 - Send One Your Love (2009年、Concord)
- Contact (2011年、Verve)
- 『ザ・ビート』 - The Beat (2013年、Concord)
- Futuresoul (2015年、Concord)
- Honestly (2017年、Concord)
- Solid (2020年、Concord)
- Detour (2022年、Concord)